# Suhle (Hahle)

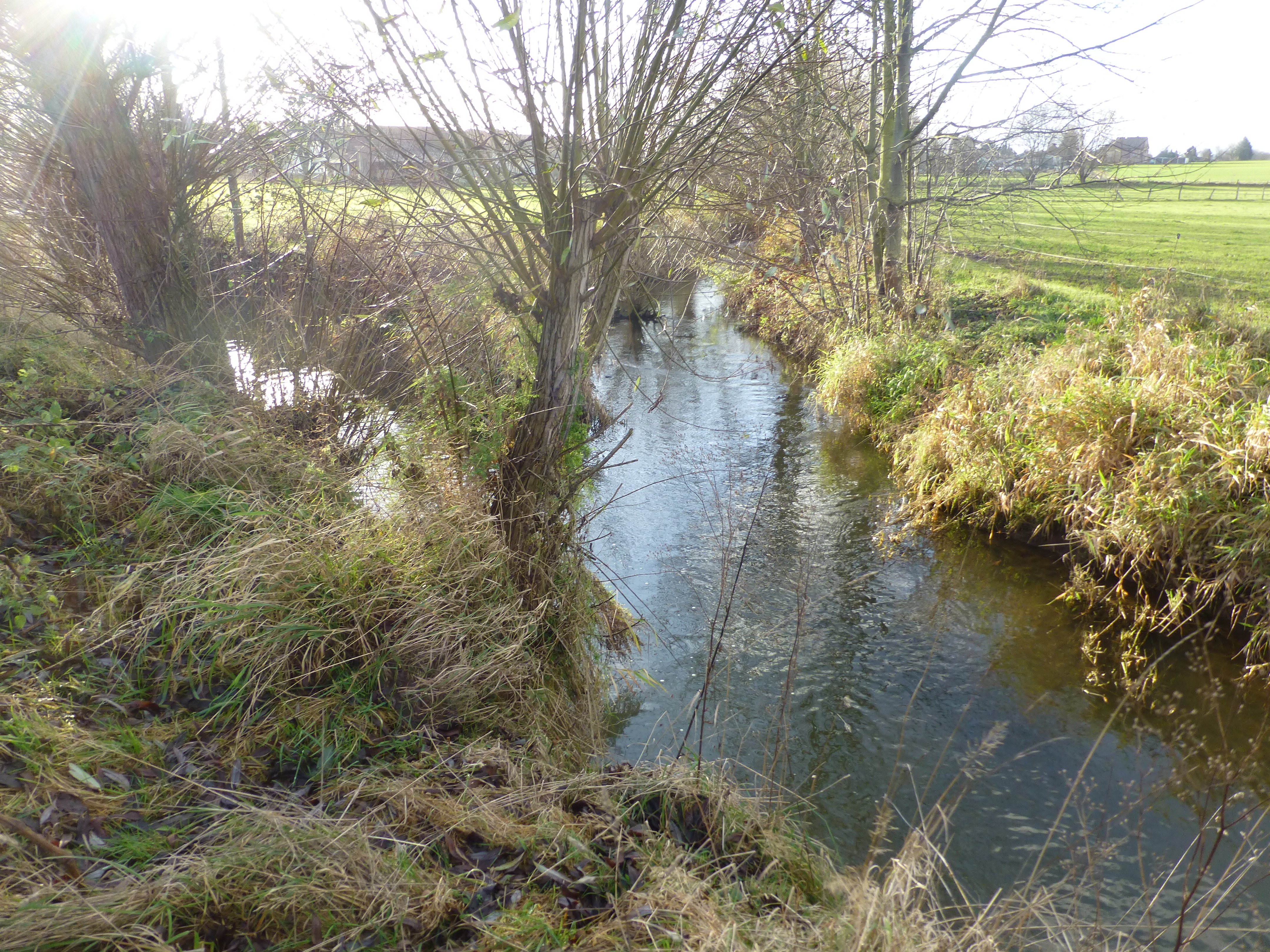
Die Mündung der Aue in die Suhle (li) bei Germershausen

Die Suhle ist ein 18 Kilometer langer, linker Nebenfluss der Hahle im südniedersächsischen Landkreis Göttingen.

## Name
Die Grundform des Namens dürfte im Altsächsischen *Sūla oder *Sūlaha gelautet haben und bedeutete „die Morastige“.

## Verlauf
Sie entspringt in Mackenrode am Fuße der Mackenröder Spitze im Südostteil des Göttinger Waldes und verlässt ihn ostwärts. Dann fließt sie durch Landolfshausen, Seulingen, Germershausen und Rollshausen und entwässert den zentralen Teil der Goldenen Mark. Danach verläuft sie weiter in nördlicher Richtung parallel zur Hahle. Sie mündet in Gieboldehausen nahe der Bundesstraße 27 als südwestlicher Zufluss in die Hahle. Alternativ kann auch ein kurzer Zweigarm der Suhle (51,58103° N, 10,21655° O), der nördlich von Rollshausen in die Hahle fließt, als Mündungsort angesehen werden, der parallel verlaufende Zweigarm mündet demnach vor Gieboldehausen in den Ellerbach (51,60228° N, 10,21334° O).

## Zuflüsse
Folgende Bäche und Flüsse fließen der Suhle zu:
- zwei namenlose Zuflüsse (li) oberhalb von Landolfshausen
- Potzwender Bach (re)[5] in Landolfshausen
- Mersick (re) unterhalb von Landolfshausen
- Gothenbeek (re) in Seulingen
- Steinbeek (re) unterhalb von Seulingen
- Aue (li) bei Germershausen
- Ellerbach (li) vor Gieboldehausen

## Mühlen
Entlang der Suhle wurden folgende Mühlen betrieben:
- Dammühle oberhalb von Landolfshausen
- Trudelshäuser Mühle zwischen Landolfshausen und Seulingen
- Mühle mit Sägewerk in Germershausen